# DSB MY sorozat

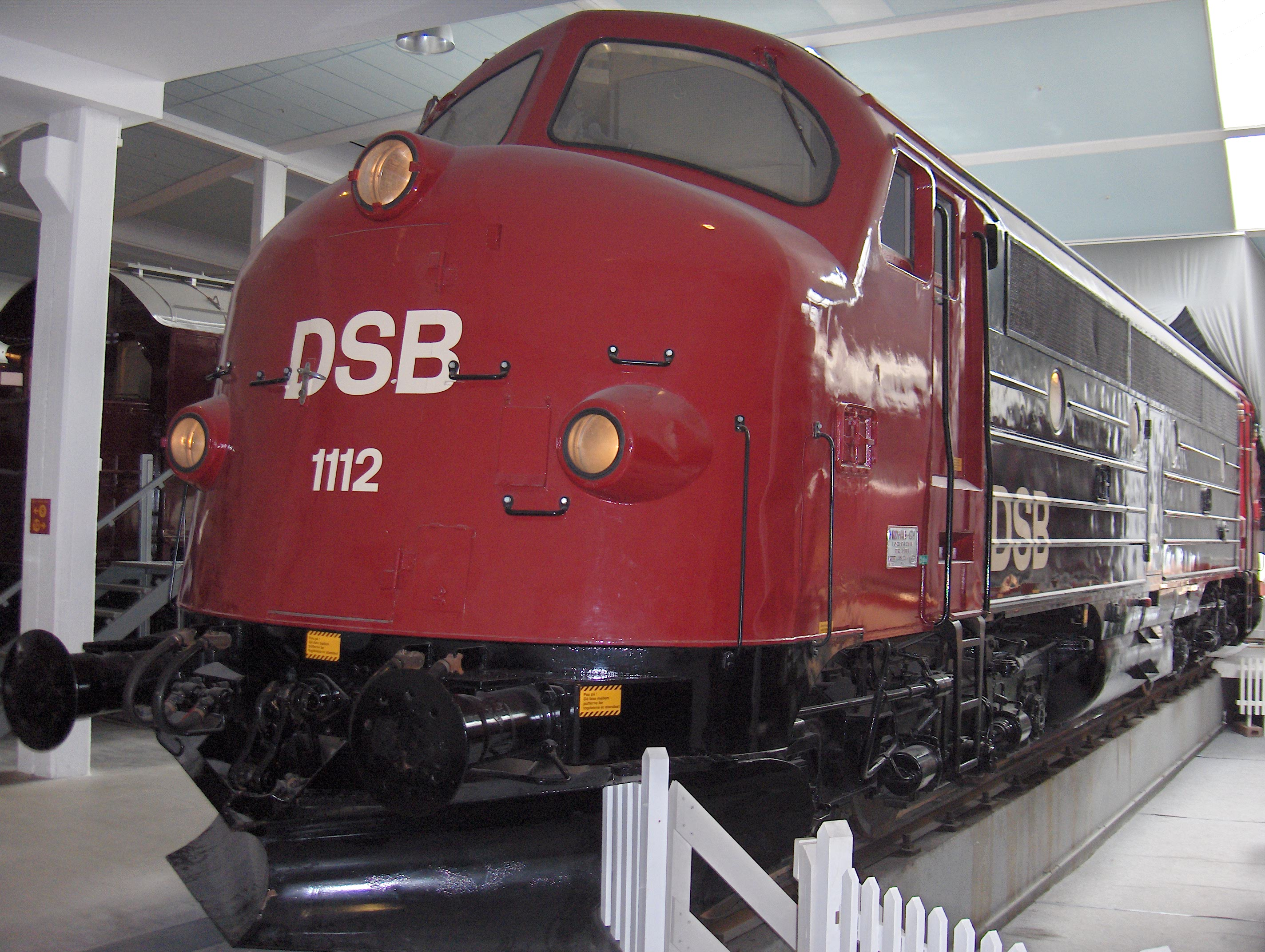
DSB 1112 a Dán Vasúti Múzeumban

A DSB MX sorozat egy dán (A1A)(A1A) tengelyelrendezésű dízelmozdony-sorozat. A DSB üzemelteti. Összesen 59 db-ot készített belőle a Nydqist & Holm AB 1954 és 1958 között, majd 1964 és 1965 között.

## Hasonló mozdonyok
Nagyon hasonló mozdonytípust más vasutak is használtak vagy használnak: 
- Az NSB mint NSB Di 3,
- A MÁV mint MÁV M61,
- A CFL mint CFL 1600,
- Az SNCB/NMBS mint NMBS 52-54

## Lásd még
- Bulldog orr
- DSB MX sorozat